# یشیل‌یورت
یشیل‌یورت (به ترکی استانبولی: Yeşilyurt) شهری است در کشور ترکیه که در استان ملطیه واقع شده‌است. جمعیت این شهر بر اساس سرشماری سال ۲۰۰۸ میلادی ۷٬۹۴۰ نفر و بر اساس برآوردهای سال ۲۰۰۹ میلادی ۸٬۱۸۰ نفر می‌باشد.